# Сравнително религиознание
Сравнителното религиознание е дял от религиознанието, който анализира сходствата и разликите в темите, митовете, ритуалите и концепциите между различните световни религии. Религията може да бъде определена като представите на човека за святост, божественост или духовност.
В областта на сравнителното религиознание, главните религии се класифицират най-общо като авраамически, индийски и таоически. В сферата на проучванията попадат още космогоничните митове и хуманизма.